# Uraz Muhammad Khan
Uraz Muhammad Khan fou kan de Kassímov. Va succeir a Mustafa Ali Khan vers 1600. La seva genealogia s'ha conservat gravada en un casc (datat el 1603/1604) i diu que era fill d'Odan Sultan, fill de Shigai Khan, al seu torn fill de Yadik Khan que era fill de Djanibek Khan (el fill de Borrak Khan de l'Horda Blava).
Uraz Makhmet o Muhammad apareix el 1588 sent esmentat com tsarevitx (príncep) dels kazakhs, establint-se a Rússia sembla que de manera forçada (com a ostatge). També se l'anomena Uraz Makhmet Odanovitch. Va participar en la campanya del tsar Feodor contra els suecs el 1590; el 1595 Tevkel Khan, el kan kazakh, va escriure al tsar demanant retornar-li al seu nebot Uraz Makhmet; el tsar va contestar que l'alliberaria si li enviava a uns dels seus fills en el seu lloc. El 1597 estava present a la recepció donada per l'ambaixador austríac burggravi Donaf, El 1598 es va unir a les forces russes a la campanya de Crimea. Vers el 1600 fou nomenat kan de Kassímov segurament al morir Mustafa Ali. El 1601 va visitar Moscou i després va estacionar a la frontera de Crimea com a vigilant. El 1602 era altre cop a Moscou segurament a la recepció del príncep danès Joan.
El segon fals Demetri va tenir el suport de Uraz Muhammad Khan que és repetidament esmentat en els conflictes de 1608 a 1610. Aquest darrer any va tenir un final violent: vivia a Kaluga a la cort del pretendent i planejava la seva mort; el pretendent, que sospitava, el va convidar a una partida de caça, i durant aquesta el va fer matar i va tirar el cos al riu Oka. Demetri va informar que havia estat atacat per Uraz i l'havia matat en defensa pròpia. Com a revenja, Pere Urussof, un nogai cristià al servei del pretendent, va matar a aquest i es va refugiar a Crimea. Uraz Muhammad va ser enterrat a Kassímov on la seva tomba es conserva. El va succeir Alp Arslan Khan.